# Cobubatha paidica
Cobubatha paidica là một loài bướm đêm trong họ Noctuidae.